# Hersony Canelón
Hersony Gadiel Canelón Vera (Caracas, 22 de dezembro de 1987) é um ciclista venezuelano. Competiu nos Jogos Pan-Americanos de 2015.